# Deadrin Senat
Deadrin Senat (Naples, Florida, 22 de julio de 1994) es un jugador profesional estadounidense de fútbol americano que se desempeña en la posición de defensive tackle en Baltimore Ravens, equipo de la National Football League (NFL).

## Carrera
Fue seleccionado en la tercera ronda en la Reunión Anual de Selección de Jugadores de la NFL de 2018. Hizo su debut profesional con el equipo Atlanta Falcons, en el cual jugó tres temporadas (2018-2021), después pasó a Tampa Bay Buccaneers (2022-2024), posteriormente a Baltimore Ravens, donde lleva jugando una temporada.